# النقيعاء (مأرب)

تعديل مصدري - تعديل

النقيعاء هي إحدى قرى عزلة ال راشد منيف بمديرية مأرب التابعة لمحافظة مأرب، بلغ تعداد سكانها 282 نسمة حسب تعداد اليمن لعام 2004.